# Крани
Крани (мкд. Крани) су насеље у Северној Македонији, у јужном делу државе. Крани припадају општини Ресан.

## Географија
Насеље Крани је смештено у југозападном делу Северне Македоније. Од најближег већег града, Битоља, насеље је удаљено 45 km југозападно, а од општинског средишта 24 јужно.
Крани се налазе у области Доње Преспе, области око северне обале Преспанског језера. Насеље је смештено на источној обали Преспанског језера, док се километар источно од насеља почиње издизати планина Баба. Надморска висина насеља је приближно 960 метара.
Клима у насељу је планинска због знатне надморске висине.

## Становништво
Крани су према последњем попису из 2002. године имали 416 становника. 
Претежно становништво су Албанци (73%), а остало су етнички Македонци (25%).
Већинска вероисповест је ислам, а мањинска православље.